# Tandava

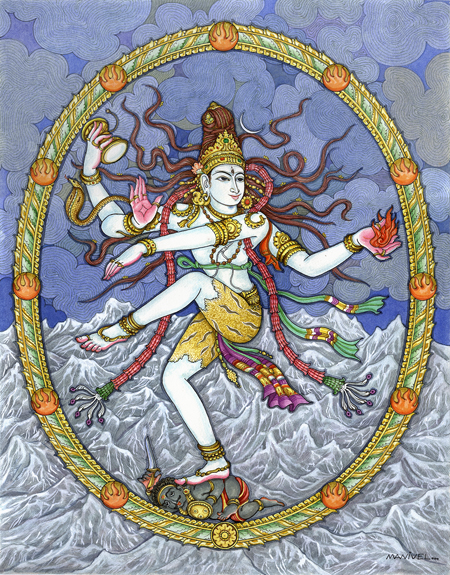
Shiva en Roi de la Danse, Natarâja.

Tandava (IAST : tāṇḍava) est un terme sanskrit utilisé pour désigner une danse, souvent accompagnée de gestes violents.  Dans l'hindouisme, les termes ānanda-tāṇḍava (« danse de la félicité ») ou nadānta-tāṇḍava  sont les noms de la danse cosmique du dieu Shiva sous la forme Nataraja. Il réalise cette danse pour exprimer la succession des cycles cosmiques (manvantara) engendrant dans le même mouvement la destruction et la création. Au niveau individuel, Shiva enseigne par cette danse aux âmes humaines (jīvātman) le chemin vers la délivrance (moksha) du cycle des réincarnations.
Tandava est aussi le nom d'une danse macabre de Shiva sous la forme Bhairava dans les enclos crématoires. 

### Articles liés
- Nataraja
- Glossaire de la mythologie et de l'iconographie hindoues